# After Blue (Paradis sale)
Pour plus de détails, voir Fiche technique et Distribution.
After Blue (Paradis sale) est un film de science-fiction français réalisé par Bertrand Mandico, sorti en 2021.
Il est présenté en compétition en 2021 au festival international du film de Locarno, où il remporte le prix FIPRESCI de la critique internationale, et au festival international du film de Toronto. Il remporte le prix du meilleur film en compétition au Fantastic Fest (Austin, États-Unis), ainsi que le prix spécial du Jury et le prix FIPRESCI de la critique internationale à Sitges.

## Synopsis
Dans un futur indéterminé, Roxy est une jeune fille qui vit dans une communauté avec sa mère, Zora, sur la planète After Blue. Seules des femmes y habitent. Plutôt solitaire, Roxy aime errer sur les terres de cette planète sauvage. Un jour, sur une plage, elle rencontre une criminelle nommée Kate Bush coincée dans le sable. Celle-ci a les bras velus et un troisième œil sur le pubis. Roxy lui porte assistance et la libère mais Kate Bush reprend aussitôt ses activités criminelles. Roxy et sa mère en sont tenues pour responsables et sont donc bannies de la communauté. Elles doivent traquer la meurtrière hors des limites de leur communauté, dans ce paradis sale.

## Fiche technique
Sauf indication contraire, les informations mentionnées dans cette section peuvent être confirmées par les bases de données cinématographiques IMDb et Unifrance,  présentes dans la section « Liens externes ».
- Titre original : After Blue (Paradis sale)
- Réalisation et scénario : Bertrand Mandico
- Musique : Pierre Desprats
- Photographie : Pascale Granel
- Montage : Laure Saint-Marc et George Cragg
- Décors : Toma Baquéni
- Costumes : Pauline Jacquard
- Production : Emmanuel Chaumet
  - Production déléguée : Mathilde Delaunay
- Sociétés de production : Ecce Films ; coproduit par Ha My Productions ; en association avec Cinémage 14, Cinéventure 5
- Sociétés de distribution : UFO Distribution (France), Altered Innocence (États-Unis, Canada)
- Pays de production :  France
- Langues originales : français, anglais et polonais
- Format : couleur — 35 mm[2]
- Genre : science-fiction, thriller, fantasy, western
- Durée : 127 minutes
- Dates de sortie :
  - Suisse : 7 août 2021 (festival de Locarno)
  - France : 10 septembre 2021 (L'Étrange Festival)[3] ; 16 février 2022 (sortie nationale)
  - Canada : 15 septembre 2021 (festival de Toronto)[4]
- Classification :
  - France : interdit aux moins de 12 ans[5]

## Distribution
Sauf indication contraire, les informations mentionnées dans cette section peuvent être confirmées par la base de données cinématographiques IMDb,  présente dans la section « Liens externes ».
- Elina Löwensohn : Zora
- Paula Luna[1] : Roxy
- Vimala Pons : Veronika Sternberg
- Agata Buzek : Kate Bush/Katarzyna Buszowska
- Tamar Baruch : mère de Kate
- Camille Rutherford : sœur de Kate
- Iliana Zabeth : Tonya
- Delphine Chuillot : Valeria
- Claire Duburcq : Ivresse
- Michaël Erpelding : Olgar 2
- Mara Taquin : Chiara
- Pauline Lorillard : Kiffer
- Anaïs Thomas : Climax
- Claïna Clavaron : Luz
- Aurore Broutin : Halga
- Alexandra Stewart : Séverine
- Nathalie Richard : la Vérité

## Production

### Tournage
Le tournage débute le 12 novembre 2019 et dure sept semaines. Il a lieu en Nouvelle-Aquitaine, en studio (un hangar à Brive-la-Gaillarde) et en décors naturels en Corrèze et en Creuse et, pour les scènes en bord de mer, à côté de La Tremblade, en  Charente-Maritime.

## Accueil

### Réception critique
Le Monde qualifie le film de « chef-d'œuvre », et Clarisse Fabre écrit : 

« Western au féminin, fantastique, fiévreux et sensuel, After Blue raconte, en creux, le fantasme d’une société qui voudrait tout recommencer à zéro. […] Dans After Blue, véritable planète des seins, la nudité des corps velus prend un tour animal, la sexualité mute jusque dans les poitrines éjaculatrices.
On rêve les yeux grands ouverts devant tant de trouvailles, de jeux de mots et d’agilité à tourner en dérision la folie du monde et la guerre permanente (politique, économique, sexuelle…) qui semblent miner toute action humaine. […], »

## Distinctions

### Récompenses
- Festival international du film de Locarno 2021[9] : prix FIPRESCI[10]
- Fantastic Fest 2021 : prix du meilleur film[11]
- Festival international du film de Catalogne 2021 : prix spécial du jury[12],[13], prix FIPRESCI, Prix José Luis Guarner Critic's Award du meilleur film.

### Sélections
- Festival international du film de Toronto 2021 : en section Midnight Madness[14]
- L'Étrange Festival 2021 : en compétition officielle